# Bundesstraße 58
Die Bundesstraße 58 (Abkürzung: B 58) führt von der niederländischen Grenze bei Venlo über Geldern, Wesel, Haltern am See, Lüdinghausen, Ahlen und Beckum bis nach Langenberg. Sie ist etwa 180 Kilometer lang (davon 5 Kilometer in Bau).

## Geschichte

### Ursprung
Der westliche Teil der heutigen Bundesstraße 58 wurde von 1811 bis 1813 als napoleonische Heerstraße (Route Impériale Nr. 3) erbaut, die recht gradlinig von Paris über Maastricht, Venlo, Wesel und Münster nach Hamburg führen sollte, aber nicht fertiggestellt wurde. Die französische Bezeichnung Route Impériale Nr. 3 wurde nach den Befreiungskriegen und der Übernahme durch Preußen nicht mehr verwendet. Der östliche Teil der heutigen Bundesstraße 58 zwischen Haltern und Lüdinghausen wurde erst in der Nachkriegszeit zur befestigten Landstraße ausgebaut.

### Frühere Strecken und Bezeichnungen
Bei der ursprünglichen Nummerierung 1932 führte die damalige Fernverkehrsstraße 58 (FVS 58) nur von der niederländischen Grenze bei Venlo bis Haltern am See und mündete dort in die spätere Reichsstraße 51 (R 51). Erst in den 1960er Jahren wurde die Bundesstraße 58 von Haltern über Lüdinghausen nach Beckum verlängert. Durch Umwidmung einer Landesstraße endet die B 58 seit 2015 auf dem Gebiet der Gemeinde Langenberg (Ortsteil Benteler) unmittelbar nördlich von Lippstadt und geht dort in die Bundesstraße 55 über.

### Ersetzungen/B 58n
1976 wurde die Umgehungsstraße um den Ort Schermbeck eingeweiht.
Zwischen 2005 und 2009 wurde, parallel zur alten Rheinbrücke bei Wesel, eine neue Rheinbrücke gebaut, die dem zukünftigen Verkehrsaufkommen gewachsen sein soll. Gleichzeitig wird linksrheinisch eine Umgehung um den Weseler Stadtteil Büderich und rechtsrheinisch die sogenannte Südumgehung durch den Stadtteil Fusternberg gebaut. Die Gesamtkosten wurden auf 143,4 Millionen Euro geschätzt. Ende 2009 waren die Bauarbeiten der neuen Rheinbrücke abgeschlossen. Im Straßenverlauf durch das Trinkwasserschutzgebiet „Gindericher Feld“ wurden 2010 im Straßenunterbau 40.000 t Hausmüllverbrennungsasche unzulässig verbaut. Diese mussten ab September 2011 zunächst wieder entfernt werden.
Im März 2014 wurde die Ortsumgehung Büderich offiziell dem Verkehr übergeben. Mit dem Bau der B58-Südumgehung Wesel wurde im Juli 2019 begonnen. Sie soll vollständig vierstreifig werden. Mit dem Abschluss der Bauarbeiten im ersten Bauabschnitt zwischen Wesel-West und Wesel-Süd, für den eine neue, 220 m lange Lippebrücke entsteht, wird für 2025 gerechnet. Der Abschnitt zwischen Wesel-Süd und Wesel-Ost wird erst 2028 fertiggestellt, da für diesen ein 800 m langer Tunnel gebaut wird, der aufwendige Kampfmittelsondierungen erfordert.
Der Bau der Ortsumgehung Beckum wurde im Dezember 2015 begonnen. Die Fertigstellung sollte ursprünglich bis Mitte 2021 erfolgen. Der erste Abschnitt wurde am 12. Oktober 2022 dem Verkehr übergeben. Der zweite Abschnitt zur Vervollständigung der Ortsumgehung wurde am 15. August 2025 dem Verkehr übergeben.

## Tourismus

### Sehenswürdigkeiten

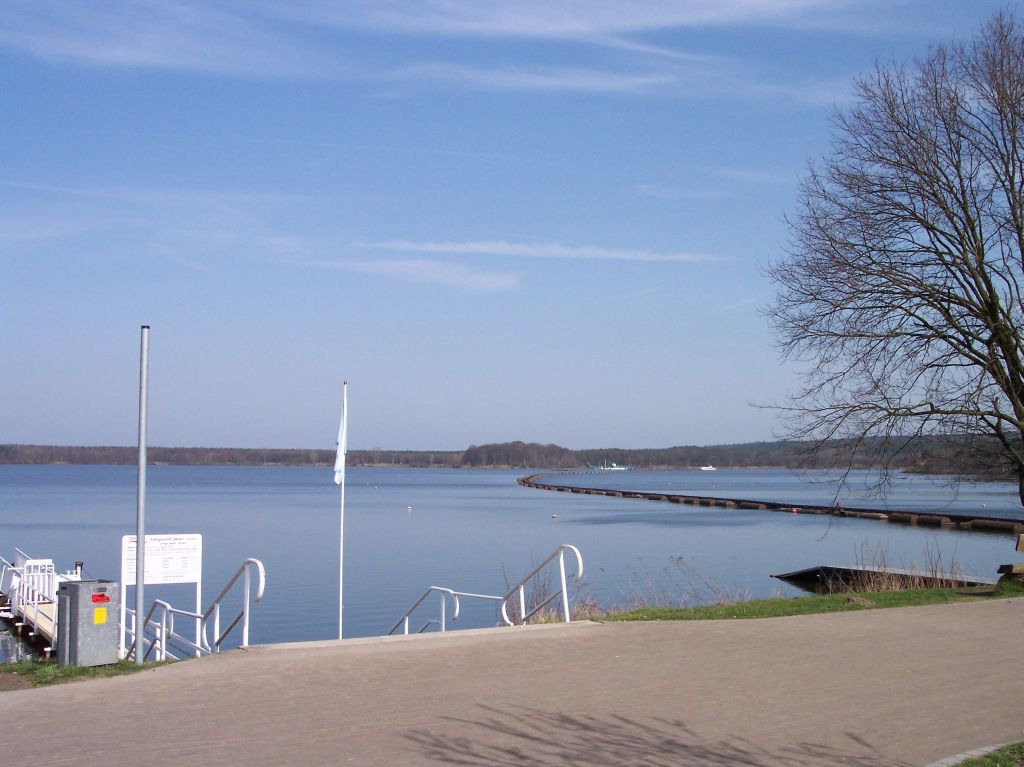
Der Halterner Stausee liegt direkt an der B 58

Die Bundesstraße 58 führt durch den Naturpark Hohe Mark-Westmünsterland. Das Schloss Lembeck und die umgebenden Waldgebiete liegen jedoch abseits der Bundesstraße. Nur wenige Kilometer von Lippramsdorf entfernt liegt der Chemiepark Marl, der nördlichste Punkt der Route der Industriekultur. Die Bundesstraße 58 führt in Haltern am See am Römermuseum vorbei. Weiter östlich folgen Halterner und Hullerner Stausee. Kurz vor Lüdinghausen befindet sich das Rosendorf Seppenrade; zwischen Seppenrade und Lüdinghausen wird der Dortmund-Ems-Kanal überquert.

### Landschaftlich reizvolle Strecken
Von Schermbeck bis zur A 43 führt die Straße durch Wald oder ist als Allee von großen Bäumen gesäumt. Der Streckenabschnitt zwischen Haltern am See und Lüdinghausen führt durch eine Seenlandschaft, die an Wochenenden von vielen Erholungssuchenden aus dem Ruhrgebiet besucht wird.